# سفيري هانسن
سفيري هانسن (بالنرويجية البوكمول: Sverre Hilmar Hansen)‏ هو منافس ألعاب قوى نرويجي، ولد في 12 نوفمبر 1899 في كريستيانية ‏ في النرويج، وتوفي في 25 فبراير 1991 في أوسلو في النرويج.

## وصلات خارجية
- سفيري هانسن على موقع اللجنة الأولمبية الدولية (الإنجليزية)
- سفيري هانسن على موقع أوليمبيديا (الإنجليزية)